# Mic Michaeli
Mic Michaeli (officiellt Gunnar Mathias Michaeli), född 11 november 1962, är en svensk musiker som spelar keyboard i hårdrocksgruppen Europe. Han är framför allt känd för introduktionen till hiten "The Final Countdown". Michaeli har medverkat på nio av Europes album:
- The Final Countdown (1986)
- Out Of This World (1988)
- Prisoners In Paradise (1991)
- Start From The Dark (2004)
- Secret Society (2006)
- Almost Unplugged (2008) (livealbum)
- Last Look at Eden (2009)
- Bag of Bones (2012)
- War of Kings (2015)
- Walk the Earth (2017)

Andra skivor Mic Michaeli har medverkat på:
- Thore Goes Metal